# Донской 14-й казачий полк
14-й Донской казачий войскового атамана Ефремова полк

## Ранние формирования полка
14-й Донской казачий полк являлся прямым наследником Донского казачьего Леонова полка, который был сформирован в середине 1820-х годов XIX века и принимал участие в Кавказских кампаниях против персов в 1826—1828 годах и против турок в 1828—1829 годах.
Впервые Донской казачий полк под № 14 был сформирован 26 мая 1835 года на основании нового положения о Донском казачьем войске. Периодически этот полк созывался в строй и распускался на льготу, также менялся его текущий номер (в зависимости от свободного номера полка при созыве). Кроме номера в названии полка также положено было означать и имя его текущего командира.
Полк долгое время находился на Кавказе и принимал участие в походах против горцев.

## Окончательное формирование полка
В 1873 году с Дона на внешнюю службу был вызван очередной Донской казачий № 25 полк и 27 июля 1875 года он был назван Донской казачий № 14-го полк. С этих пор оставался первоочередным и более на льготу не распускался.
С 24 мая 1894 года полк именовался как 14-й Донской казачий полк. 26 августа 1904 года вечным шефом полка был назван войсковой атаман Ефремов и его имя было присоединено к имени полка.
В 1914—1917 годах полк принимал участие в Первой мировой войне. Отличился в ходе конной атаки у Нерадова 3 июля 1915 г.

## Знаки отличия полка
- Полковое Георгиевское знамя с надписью «За отличие в Персидскую и Турецкую войны 1827 и 1828 годов», пожалованное 29 апреля 1869 года (отличие унаследованно от Донского казачьего Леонова полка, которому знамя с этой надписью было пожаловано 21 сентября 1831 года).
- Одиночные белевые петлицы на воротнике и обшлагах нижних чинов, пожалованные 6 декабря 1908 года.

## Командиры полка
- на 15.07.1855 — полковник Родионов, Пётр Маркович
- 27.04.1871 — 23.09.1874 — полковник Измайлов, Андрей Михайлович
- 16.09.1875 — 05.12.1879 — полковник Рубашкин, Александр Николаевич
- 28.06.1884 — 18.03.1886 — полковник Рыковсков, Пётр Петрович
- 04.11.1888 - 14.10.1891 полковник П.П.Греков
- 28.11.1892 - 10.09.1896 полковник К.А.Слюсарев
- 10.09.1896 — 20.11.1899 — полковник Луизов, Иван Андреевич
- 05.05.1900 — 26.05.1903 — полковник Медведев, Василий Иванович
- 16.06.1903 - 04.11.1909 — полковник Калмыков, Илья Ильич
- 10.11.1909 - 18.11.1911 полковник И.Я.Афанасьев
- 18.11.1911 — 17.12.1915 — полковник Карнеев, Александр Алексеевич
- 14.01.1916 - полковник Быкадоров, Иван Фёдорович